# Lăutar
«Lăutar» — пісня молдовського співака Паші Парфенія, з якою він представлятиме Молдову на пісенному конкурсі Євробачення 2012 в Баку. За результатами першого півфіналу, який відбувся 22 травня 2012 року, композиція пройшла до фіналу.